# Mutillinae
Mutillinae es una subfamilia de la familia Mutillidae de himenópteros vespoideos con aspecto similar a las hormigas. Predominan en zonas desérticas y áridas. 

## Descripción
Pese a su aspecto parecido a una hormiga, son un tipo de avispas solitarias y no forman colonias. Tienen los hábitos de otras especies de avispas solitarias. Las hembras vagan por el suelo, preferentemente en llanuras esteparias y laderas soleadas pedregosas en busca de nidos de escarabajos (como el nido de la carraleja en Europa) donde depositar sus huevos. Las larvas de los mutilinos se alimentan de las larvas, cresas y crisalidas de insectos o arácnidos. Cada especie de mutilino suele depredar o parasitar a una especie en concreto, por ejemplo Mutilla europaea del sur de Europa y el norte de África, depreda únicamente coleópteros polífagos de la familia Meloidae.
Las hembras son apteras (no tienen alas), y son más pequeñas que los machos, pero las hembras pueden ser bastante grandes. Los machos son muy escasos y difíciles de ver. Los machos tienen antenas con 13 segmentos y las hembras con 12 segmentos. Los machos son de tonos oscuros, terrosos o mimetizantes: negro a gris o crema a marrón, verdosos... las hembras de colores mimetizantes combinados, rojizos, anaranjados, ocres, amarillentos, verdes, manchas o bandas negras con motas blanquecinas o amarillentas, con escleritos rojo ocre en el pecho de colores más brillantes, etc. Generalmente con un dorso rojo ocre o negro brillante. El aspecto de las hembras recuerda al de una hormiga reina robusta, pero con colores muy llamativos y atractivos y emiten un chirrido mientras caminan, que puede ser muy audible. No son insectos tímidos y no huyen, si se les molesta siguen su camino. El chirrido que emiten aumenta de volumen en caso de molestarlos.

## Tribus y géneros
- Tribu Mutillini Latreille, 1802
  - Ctenotilla Bischoff, 1920
  - Macromyrme Lelej, 1984
  - Mutilla Linnaeus, 1758
  - Nanomyrme Lelej, 1977
  - Ronisia Costa, 1858
  - Spinulotilla Bischoff, 1920
  - Tropidotilla Bischoff, 1920

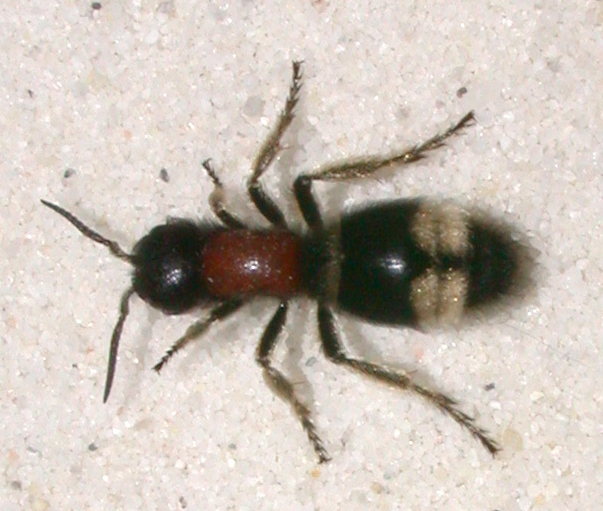
Mutilla marginata

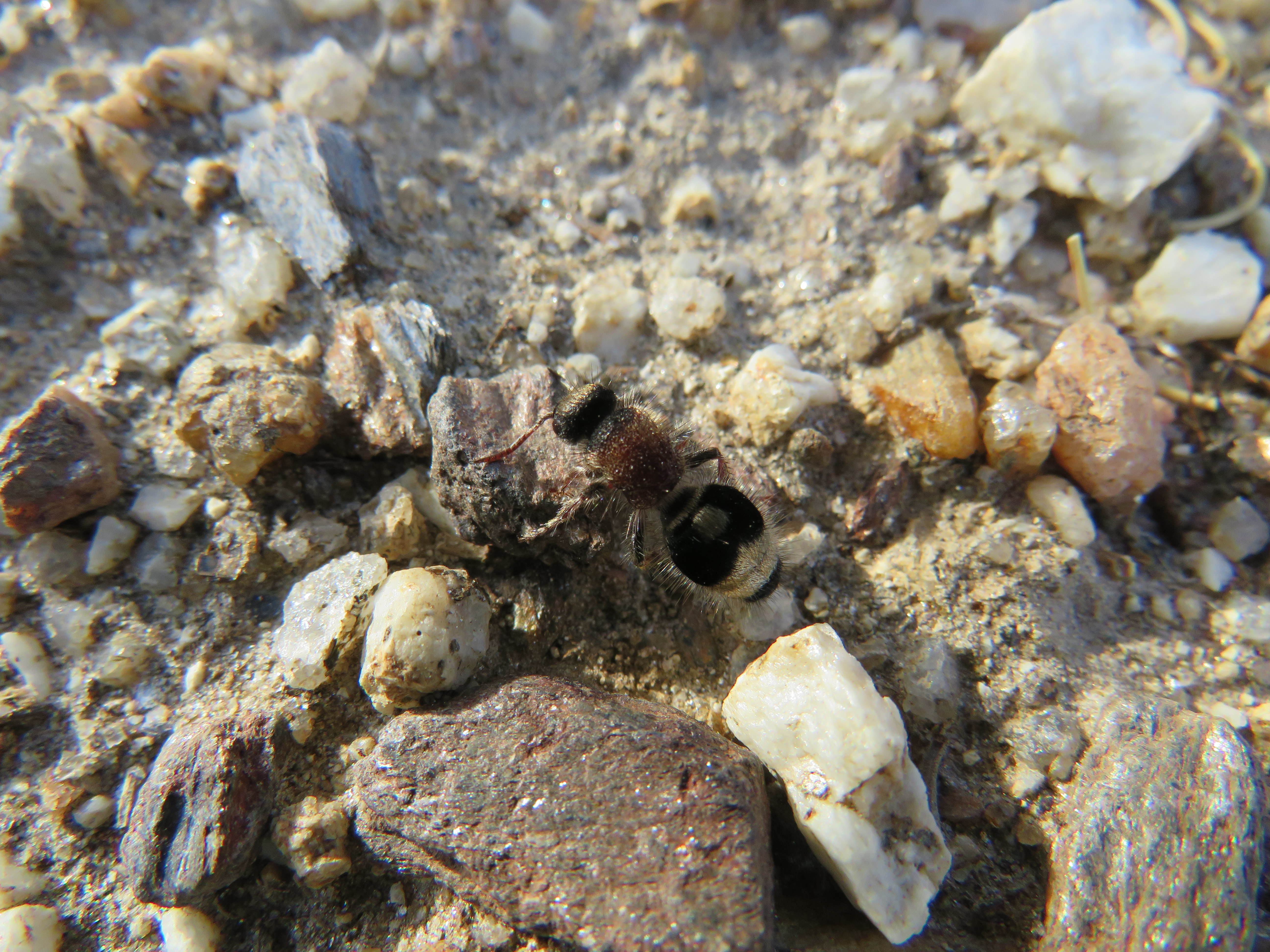
Nemka viduata

- Tribu Smicromyrmini Bischoff, 1920
  - Andreimyrme Lelej, 1995
  - Dentilla Lelej, 1980
  - Ephutomma Ashmead, 1899
  - Mickelomyrme Lelej, 1995
  - Nemka Lelej, 1985
  - Nuristanilla Lelej, 1980
  - Physetopoda Schuster, 1949
  - Promecilla André, 1903
  - Sinotilla Lelej, 1995
  - Skorikovia Ovchinnikov, 2002
  - Smicromyrme Thomson, 1870
- Tribu Petersenidiini Lelej, 1996
  - Artiotilla Invrea, 1950
  - Orientidia Lelej, 1996
  - Taiwanomyrme Tsuneki, 1993
- Tribu Trogaspidiini Bischoff, 1920
  - Eotrogaspidia Lelej, 1996
  - Glossotilla Bischoff, 1920
  - Lobotilla Bischoff, 1920
  - Neotrogaspidia Lelej, 1996
  - Radoszkowskius Ashmead, 1903
  - Trogaspidia Ashmead, 1899